# Won’t Forget You
«Won’t Forget You» — песня австралийско-новозеландского дуэта Shouse, выпущенная 4 февраля 2022 года.

## Предыстория
Песня была записана между поездками в Европу и живым выступлением в Сиднейском оперном театре в канун Нового года и с хором из более чем 50 друзей и коллег.
Дуэт сказал: «”Won't Forget You” — это песня о дружбе и любви, о связях, которые длятся вечно. Мы все пережили период разъединения, но мы никогда не забываем людей, которые так важны для нас. Эта песня для ваших лучших друзей, для семьи, которая живет далеко, для нового друга, встречаемого на дискотеке. Это песня, которая напоминает нам о том, что мы любим. Это песня, которую можно петь вместе».
Песня стала основой для сотрудничества Джейсона Деруло со Shouse. В декабре 2022 года «Never Let You Go» стала большим радиохитом в Австралии.

## Список композиций
Digital download
1. "Won't Forget You" – 6:38
2. "Won't Forget You" (Edit) – 3:50

## Чарты
| Чарт (2022)                        | Высшая позиция |
| ---------------------------------- | -------------- |
| Bulgaria (PROPHON)                 | 4              |
| Германия (GfK)                     | 36             |
| Greece International (IFPI)        | 8              |
| Венгрия (Rádiós Top 40)            | 1              |
| Венгрия (Dance Top 40)             | 3              |
| Венгрия (Single Top 40)            | 2              |
| Lithuania (AGATA)                  | 15             |
| Netherlands (Single Tip)           | 2              |
| Польша (Polish Airplay Top 100)    | 2              |
| Romania (UPFR)                     | 5              |
| Россия (TopHit)                    | 2              |
| Словакия (Rádio — Top 100)         | 44             |
| Slovakia (Singles Digitál Top 100) | 67             |
| Швейцария (Schweizer Hitparade)    | 91             |
| Украина (TopHit)                   | 1              |

| Чарт (2022)              | Высшая позиция |
| ------------------------ | -------------- |
| Russia Airplay (TopHit)  | 3              |
| Ukraine Airplay (TopHit) | 2              |

| Чарт (2022)              | Позиция |
| ------------------------ | ------- |
| Hungary (Rádiós Top 40)  | 51      |
| Hungary (Single Top 40)  | 28      |
| Lithuania (AGATA)        | 47      |
| Poland (ZPAV)            | 3       |
| Russia Airplay (TopHit)  | 12      |
| Ukraine Airplay (TopHit) | 1       |

## Сертификации
| Регион                                                           | Сертификация | Продажи   |
| ---------------------------------------------------------------- | ------------ | --------- |
| Греция (IFPI Greece)                                             | Золотой      | 1 000 000 |
| Данные только о прослушиваниях приведены на основе сертификации. |              |           |